# Artéria etmoidal anterior
A artéria etmoidal anterior é um ramo da artéria oftálmica.Ramo da artéria oftálmica, acompanha o nervo nasociliar através do canal etmoidal anterior. Irriga as células etmoidais anteriores e médias e o seio frontal e, penetrando no crânio, emite um ramo meníngeo para a dura-máter.